# Pyrrhochalcia
Pyrrhochalcia är ett släkte av fjärilar. Pyrrhochalcia ingår i familjen tjockhuvuden.
Kladogram enligt Catalogue of Life:
| Pyrrhochalcia | \| \| Pyrrhochalcia iphis \| \| \| \| \| \| Pyrrhochalcia jupiter \| \| \| \| \| \| Pyrrhochalcia phidias \| \| \| \| |
|               | \| \| Pyrrhochalcia iphis \| \| \| \| \| \| Pyrrhochalcia jupiter \| \| \| \| \| \| Pyrrhochalcia phidias \| \| \| \| |
|               | Pyrrhochalcia iphis                                                                                                   |
|               | |
|               | Pyrrhochalcia jupiter                                                                                                 |
|               | |
|               | Pyrrhochalcia phidias                                                                                                 |
|               | |